# Jesus kommer, Jesus kommer
Jesus kommer, Jesus kommer är en psalm med text och musik från 1888 av Johannes Alfred Hultman. Texten är hämtad från Matteusevangeliet 25:1-13. Texten bearbetades 1985 i Psalmer och Sånger 1987.

## Publicerad i
- Segertoner 1930 som nr 373.
- Psalmer och Sånger 1987 som nr 738 under rubriken "Framtiden och hoppet - Kristi återkomst".[2]
- Segertoner 1988 som nr 654 under rubriken "Jesu återkomst".[1]